# Micrornebius maninjau
Micrornebius maninjau är en insektsart som beskrevs av Sigfrid Ingrisch 2006. Micrornebius maninjau ingår i släktet Micrornebius och familjen Mogoplistidae. Inga underarter finns listade i Catalogue of Life.